# Macrophthalmus hirsutissima
Macrophthalmus hirsutissima is een krabbensoort uit de familie van de Macrophthalmidae. De wetenschappelijke naam van de soort is voor het eerst geldig gepubliceerd in 1906 door Grant & MacCulloch.